# Blanchard (Santa Lucía)
Blanchard es una localidad de Santa Lucía que forma parte del distrito de Micoud.